# 黃朗
黄朗（?—?），字文达，沛郡（治相县，今安徽省淮北市相山区）人，三国时曹魏官员。
黄朗为人宽宏通达。父亲为本县卒，黄朗引以为耻，励志游学，于是被方国和其郡士大夫礼遇。黄朗与东平右姓王惠阳交为好友，王惠阳亲拜见黄朗的母亲。魏文帝黄初年间黄朗出仕，担任长吏，转任长安县令，因为母丧没有赴任，再担任魏令，官至襄城典农中郎将、涿郡太守。魏明帝时黄朗病卒。黄朗担任太守县令，因为父亲的缘故，常忌忌不称呼侍从役卒，而称呼他们的姓字，即使忿怒，也不说话。黄朗官至二千石，王惠阳官至长安令、酒泉郡太守。当时的人以为王惠阳外表粗疏而内心坚密，能不顾黄朗的出身，事奉黄朗的母亲如自己的母亲。